# Matthew Noszka
Matthew Daniel Noszka (ur. 27 października 1992 w Pittsburgu, w stanie Pensylwania) – amerykański model mający polskie, irlandzkie i niemieckie korzenie.

## Życiorys
Zanim rozpoczął karierę w modelingu, trenował koszykówkę w Point Park University. Światową rozpoznawalność zyskał po tym, jak w lipcu 2014 opublikował na Instagramie swoje zdjęcie bez koszulki. Fotografię dostrzegł m.in. agent modeli Luke Simone z agencji Wilhelmina Models, który zaproponował mu podpisanie kontraktu. Po odbyciu minisesji zdjęciowej w Nowym Jorku model zaczął współpracę z marką obuwniczą Nike. Później pracował dla wielu międzynarodowych marek modowych, takich jak m.in. Calvin Klein, Hugo Boss, Tom Ford, Ralph Lauren, Versace, Moncler, Benetton, Levi’s, Abercrombie & Fitch oraz 2(X)IST.
W marcu 2015 był gościem w programie The Ellen Show prowadzonym przez Ellen DeGeneres. W 2016 roku amerykański magazyn „Vogue” umieścił Noszkę na liście „50 najlepiej zbudowanych mężczyzn”.